# أنتي هاكزل
أنتي هاكزل (Antti Hackzell؛ ميكيلي، 20 سبتمبر 1881 - هلسنكي، 14 يناير 1946) سياسي فنلندي من حزب الائتلاف الوطني و رئيس وزراء فنلندا في عام 1944.
اختير هاكزل في صيف عام 1944 لتشكيل حكومة بهدف توقيع معاهدة سلام مع الاتحاد السوفياتي. تعرض هاكزل في 14 سبتمبر لسكتة دماغية أثناء مفاوضات معاهدة السلام في موسكو، و لم يتعافى منها بشكل تام أبداً. تولى وزير خارجيته كارل إنكل مهمة اختتام المفاوضات.